# Kadokawa Shoten
A Kadokawa Shoten (角川書店), korábban Kadokawa Shoten Co., Ltd. (株式会社角川書店; Hepburn: Kabushiki gaisha Kadokawa Shoten) a Kadokawa Corporation kiadója és márkacége. A céget 1945. november 10-én alapították, 2013. október 1-jén a Kadokawa Corporation belső üzletága lett. A Kadokawa mangaköteteket és magazinokat is jelentet meg, így például a Newtype magazint. A vállalat az alapítása óta a multimédiaszektor, azon belül is a videójátékok (Kadokawa Games) és a filmek (Kadokawa Pictures) felé bővítkezett.

## Történelme
A Kadokawa Shotent 1945. november 10-én alapította Kadokava Genjosi. A vállalat első alkiadóját, a Kadokawa Bunkót 1949-ben hozták létre. A céget 1954. április 2-án kabusikigaisaként bejegyezték. 1975-ben, Kadokava Genjosi halálát követően Kadokava Haruki lett a Kadokawa Shoten elnöke. 2003. április 1-jén a Kadokawa Shotent átnevezték Kadokawa Holdingsra, majd a már meglévő kiadási üzletágat átruházák az újonnan bejegyzett Kadokawa Shotenre. 2006. július 1-jén az anyacéget átnevezték Kadokawa Group Holdingsra, ami később megörökölte a Kadokawa Shotenen belül működő vezetői és integrációs üzletágat, illetve a magazinkiadási osztály átkerült a Kadokawa Magazine Group irányítása alá. A Kadokawa Shoten videójátékos üzletágai, az ASCII Media Works és az Enterbrain Kadokawa Games név alatt egyesültek. 2013. október 1-jétől kezdve a Kadokawa Shoten nem kabusikigaisaként működik tovább, mivel nyolc másik vállalattal egyesülve a Kadokawa Corporation márkacég lett.

## Leányvállalatai
- Kadokawa Haruki Corporation: filmgyártó cég, 1976-ban alapította Kadokava Haruki. A cég később beolvadt a Kadokawa Shotenbe. A Kadokawa Haruki Corporationt 1995. szeptember 12-én – amikor még Kadokava Haruki 1993-as letartóztatása révén még óvadékon volt – kiadóvállalatként jegyezték be újra.
- Fujimi Shobo: 1991-ben a Fujimi Shobo kiadóvállalat beolvadt a Kadokawa Shotenbe, működését a Kadokawa Shoten üzletágaként folytatta tovább.
- The Television: 1993-ban olvadt be a Kadokawa Shotenbe.
- Kadokawa Media Office: 1993-ban olvadt be a Kadokawa Shotenbe.
- Kadokawa J-Com Media
- Kadokawa Gakugei Shuppan Publishing: 2003. április 1-je előtt Hichō Kikaku néven működött.
- Kadokawa Digix
- Kids Net
- Asmik Ace Entertainment: 2006-ban a Sumitomo Corporation a Kadokawa Shotentől 27,6%-os törzsrészvényt vásárolt a cégből, így a Sumitomo az Asmik Ace részvényeinek 75,3%-át, míg a Kadokawa Shoten 20%-át birtokolta. A Sumitomo a felvásárlás után a céget a leányvállalatának tette. 2007-ben az Asmik Ace-részvények a Kadokawán belül átkerültek a Kadokawa Group Holdingshoz. 2010-ben a Sumitomo felvásárolta a vállalat fennmaradó 20%-át a Kadokawa Group Holdingstól.
- Cinema Paradise
- Taiwan Animate
- Chara Ani

## Magazinjai
- .hack//G.U.: The World
- Altima Ace
- Another
- Ceil TresTres
- Comp Ace
- Comptiq
- Gekkan Ace Next (megszűnt)
- Gekkan Aszuka
- Gekkan Aszuka Ciel
- Gekkan Sónen Ace
- Gundam Ace
- Kerokero Ace
- Newtype
- The Sneaker
- Young Ace

## Mangái
- .hack//Taszogare no udeva denszecu
- Angelic Layer
- Baka to Test to sókandzsú
- Basquash!
- Black Rock Shooter
- Brain Powerd
- Cardfight!! Vanguard
- Chrono Crusade
- Cloverfield/Kishin
- Code Geass
- Cowboy Bebop
- Cowboy Bebop: Shooting Star
- Deadman Wonderland
- Dragon Half
- Dzsundzsó Mistake
- Dzsundzsó Romantica
- Fusigi no kuni no Mijuki-csan
- Girls Bravo
- Góhó Drug
- Hakkenden: Tōhō Hóhó hakken ibun
- Highschool of the Dead
- Hybrid Child
- Jamada Taró monogatari
- Kannazuki no miko
- Kantai Collection
- Kemono Friends
- Kenró denszecu
- Keroro gunszó
- Kidó szenkan Nadesico
- Kjósoku szókó Guyver
- Kótecu tensi Kurumi
- Kuroszagi Sitai Takuhaibin
- Lodoss-tó szenki
- Love Stage!!
- Lucky Star
- Ludwig II
- Maojú maó júsa
- Marionette Generation
- Messiah Knight: Tenkú no Escaflowne
- Mirai nikki
- Tadzsú-dzsinkaku tantei Psycho
- Neon Genesis Evangelion
- Nichidzsó
- Rental Magica
- Romeo × Juliet
- Szekai-icsi hacukoi
- Shangri-La
- Shibuya Fifteen
- Sin Tokumei kakaricsó Tadano Hitosi
- Shirahime-syo: A hóistennő meséi
- Slayers
- Szora no otosimono
- Strider Hiryu
- Super Lovers
- Szuzumija Haruhi
- Tencsi mujó!
- Tenkú no Escaflowne
- Tokió ESP
- Tokumei kakaricsó Tadano Hitosi
- Trinity Blood
- Vatasi no szukinahito
- X

## Videójátékai
Megjelentetett
- Abarenbó Princess (az Alfa System fejlesztette) – 2001. november 29., PlayStation 2
- Detonator (a KAZe fejlesztette) – 2004. március 5., PlayStation 2
- Lunar: Silver Star Story Complete (a Game Arts és a Japan Art Media fejlesztette) – 1996. október 25., Sega Saturn, 1998. május 28., PlayStation
- Lunar 2: Eternal Blue Complete (a Game Arts és a Studio Alex fejlesztette) – 1994. december 22., Sega CD
- Orphen: Scion of Sorcery (a Shade fejlesztette) – 2000. augusztus 3., PlayStation 2
- The Jetsons: Invasion of the Planet Pirates (a Sting Entertainment fejlesztette) – 1994. június, Super Nintendo Entertainment System
- Record of Lodoss War (a HummingBirdSoft fejlesztette) – 2000. június 29., Dreamcast
- Freak Out (a Treasure fejlesztette) – 2001. június 27., PlayStation 2
- Szora no otosimono Forte: Dreamy Season (a 7th Chord fejlesztette) – 2011. január 27., Nintendo DS
- Steins;Gate (a 5pb. és a Nitroplus fejlesztette) – 2011. június 23., PlayStation Portable
- Lollipop Chainsaw (a Grasshopper Manufacture fejlesztette) – 2012. június 12., PlayStation 3, Xbox 360
- Demon Gaze (az Experience Inc. fejlesztette) – 2013. január 24., PlayStation Vita
- Killer Is Dead (a Grasshopper Manufacture fejlesztette) – 2013. augusztus 1., PlayStation 3, Xbox 360
- Rodea the Sky Soldier (a Prope fejlesztette) – 2015. április 2., Wii
- Demon Gaze II (az Experience Inc. fejlesztette) – 2016. szeptember 29., PlayStation 4, PlayStation Vita

Fejlesztett
- EbiKore+ Amagami – 2011. március 31., PlayStation Portable
- Earth Seeker (a Crafts & Meisterrel közösen fejlesztve) – 2011. június 23., Wii
- Kantai Collection – 2013. április 23., webböngészők, 2016. február 18., PlayStation Vita
- Natural Doctrine – 2014. április 3., PlayStation 3, PlayStation 4, PlayStation Vita
- Killer Is Dead – 2014. május 23., Microsoft Windows
- Rodea the Sky Soldier – 2015. április 2., Wii U, Nintendo 3DS